# William Quillian
William W. Quillian, né à Seattle le 13 avril 1933 et décédé à Victoria au Canada le 11 juillet 1973, est un joueur américain de tennis.

## Carrière
Bill Quillian est essentiellement connu pour avoir été finaliste en double messieurs des Internationaux des États-Unis en 1955 en compagnie de son compatriote Gerald Moss. Cette année-là, les tournois de simple et double ne se jouent pas en même temps, ni au même endroit. Alors que le simple se déroule à New York, le tournoi de double se tient plus tard à Boston où l'ouragan Diane retarde fortement les matchs. Cet ouragan incite d'ailleurs les meilleurs joueurs à quitter les lieux prématurément, et rend le tableau de double extrêmement dévalué. Quillian, alors simple joueur universitaire, comme son partenaire atteignent la finale tandis que ce sont deux modestes joueurs japonais qui remportent un premier titre historique pour leurs pays.
Il a remporté une vingtaine de tournois en simple de 1951 à 1969, principalement aux États-Unis.
Il a joué une rencontre de Coupe Davis contre le Venezuela, il remporte le double et un simple sans enjeu 6-0, 6-0, 6-1.
Il meurt à 40 ans d'une leucémie aiguë. Le Stade de tennis de l'université de Washington porte son nom.

## Palmarès (partiel)

### Finales en double messieurs
| No | Date       | Nom et lieu du tournoi                          | Catégorie | Surface      | Vainqueurs                | Partenaire   | Score                   |          |
| -- | ---------- | ----------------------------------------------- | --------- | ------------ | ------------------------- | ------------ | ----------------------- | -------- |
| 1  | 02-09-1955 | US National Championships Forest Hills          | G. Chelem | Gazon (ext.) | Kōsei Kamo Atsushi Miyagi | Gerald Moss  | 6-3, 6-3, 3-6, 1-6, 6-4 | Parcours |
| 2  | 1959       | Tournoi de tennis de la côte Pacifique Berkeley |           | NC           | Noel Brown Hugh Stewart   | Barry MacKay | 6-4, 10-8, 1-6, 7-5     |          |